# Bitcoin Cash
A Bitcoin Cash egy kriptovaluta, amelynek célja, hogy a bitcoin hiányosságait kijavítva egy világszerte használható pénzrendszerré váljon, amely bármilyen központi banktól, vagy kormánytól függetlenül működik. A Bitcoin Cash a hagyományos bitcoin egy forkja, amely 2017-ben vált szét. A szétválás oka az volt, hogy a Bitcoin hálózatán az akkor élesedő Segwit protokollt nem tartották életképes megoldásnak a Bitcoin skálázhatóságának megőrzésére, ezért a Bitcoin felhasználók egy csoportja új protokoll bevezetése mellett döntött, amely nem támogatja a Segwitet és a Lightning Network, hanem ehelyett egy blokkméretet emelte 8 (később 32) MByte méretűre, megteremtve ezzel a lehetőségét annak, hogy az eredeti, 1 MByte blokkméretű bitcoinhoz képest több tranzakciót legyen képes feldolgozni, és továbbra is használható legyen mikrotranzakciókhoz.
A Bitcoin Cash 2017 augusztus 1-jén élesedett. A Bitcoin Cash a bitcoin hard-forkja, ezért az, aki a fork időpillanatában rendelkezett valamennyi Bitcoinnal, az ugyanannyi Bitcoin Cash-sel rendelkezik.

## Előzmények
2017-ben a bitcoin tranzakciók gyakran napokig álltak a hálózaton anélkül, hogy sikerült volna őket blokkokba foglalni, mert az 1 Mbyte-os blokkméret túl kicsinek bizonyult a tranzakciók világszerte történő kielégítéséhez. 2017 végére már átlagban $28 dollárba került egy tranzakció elküldése a Bitcoin hálózatán. Ekkora késés és tranzakciós díj mellett a Bitcoin kis értékű tranzakciókhoz nem volt praktikusan használható. A bitcoin fejlesztők és a bányászok nagyobb csoportja viszont úgy döntött, hogy nincs szükség a blokkméret növelésére, ezért azok, akik a blokkméret növelését szerették volna, megalapították a Bitcoin Casht.
Több ötlet felmerült, hogy milyen módszerrel növeljék a hálózat teljesítőképességét, a legnépszerűbb ötlet a blokkméretek megnövelése volt. A protokoll első implementációját a Bitcoin ABC kliens keretén belül adták ki, amit később számos más kliens követett, és a népszerűbb Light tárcákat is portolták (például Electron Cash). A Bitcoin Cash nevet a kínai ViaBTC bányászpool találta ki, első implementációi Amaury Séchet munkáján alapulnak, aki később kivált, és saját kriptopénzt alapított.
A 2017 májusában megtartott New York-i Consensus konferencián a SegWit javaslat került elfogadásra. A döntés értelmében a SegWit azonnali hatállyal alkalmazásra került, illetve a blokkméretet 2 MB-ra emelték.
Néhányan azonban úgy gondolták, hogy a SegWit csupán ideiglenes megoldás, és hosszútávon nem oldja meg a hálózat kapacitásával kapcsolatos problémákat. A probléma kiküszöbölése érdekében javasolta Amaury Séchet, volt Facebook fejlesztő 2017 nyarán, hogy a blokkméretet 1 MB-ról 8 MB-ra növeljék. Ez a javaslat eredményezte 2017 augusztusában a Bitcoin Cash kiválását a Bitcoinból.

## Kezdetek
A 478558-as blokk volt az utolsó olyan, amelyen a Bitcoin és a Bitcoin Cash hálózata osztozott, ezt követően a hálózat ketté vált. A kettéválás még a SegWit aktiválása előtt történt, mert amennyiben ez utána következett volna be, úgy a SegWit támogatásának implementálását már nem lehetett volna elkerülni. Augusztus elsején 18:14-kor UTC idő szerint (magyar idő szerint este negyed tízkor) a ViaBTC kibányászta az első blokkot a bitcoin új blokkláncán. Ebbe a blokkba összesen 6985 tranzakció fér be a Blockdozer adatai szerint.A váltók 0.5 BTC áron kezdték el a Bitcoin Cash listázását, később az árfolyam komolyabb ingadozások után 0.1 és 0.2 BTC közé állapodott meg 2018 első felére. 2017 novemberében egy új algoritmust vezettek be a jobb bányászási nehézség hatékonyabb kiszámítása érdekében, hogy a folyamatosan változó mennyiségű bányászati erőforráshoz jobban igazodjanak. 2017 végére a harmadik-negyedik legnagyobb kapitalizációval rendelkező cointípussá vált, és felkerült a legtöbb váltóra is.
Általában BCH vagy BCC néven lehet megtalálni a váltókon. Néhány helyen hibásan a Bcash nevet használták, ám az egy másik kriptopénzre is utalhat, amelyet korábban szintén így hívtak.

## Technikai adatok
A Bitcoin Cash a Bitcoinhoz hasonlóan továbbra is az SHA-256 algoritmust használja, blokkideje körülbelül 12 perc. Blokkmérete 32 MByte (amely 2018 májusában emelkedik ekkorára a korábbi 8 MByteról), kapitalizációja 2018 első felében néhány tízmilliárd dollárra rúg, árfolyama ebben az évben tipikusan 1000 és 3000 amerikai dollár között mozog. Az eredeti Bitcoinnal megegyező mennyiségű Bitcoin Cash kerül kibocsátásra. 2018 első felében tipikusan néhány fillér tranzakciós díj ellenében lehet Bitcoin Cash-t átutalni a hálózaton. Kapitalizációját tekintve 2017 végére a harmadik-negyedik legjelentősebb kriptopénzzé vált, a legnagyobb váltók mindegyikén megtalálható.
A Bitcoin Cash blokkláncának teljes mérete 2018 áprilisában körülbelül 160 GByte méretű, ekkor blokkonként körülbelül 30-100 tranzakciót dolgoz fel a hálózat, a maximális kapacitása a 32 MByteos blokkméret aktiválódását követően blokkonként több tízezer tranzakció, amely több, mint húszszorosa az eredeti Bitcoin kapacitásának.

## Bitcoin Cash alapú bankkártyák
A Bitpay szolgáltatás révén elérhetőek Bitcoin Cash alapú bankkártyák, ám a kriptopénz alapú bankkártyák használatát egyes VISA szolgáltatók embargó alá vonták 2018 elején.

## Hash-háború
2018-ban a Bitcoin Cash bányászásával foglalkozó vállalatok egy része egy alternatív (SV) kliens mögé sorakozott fel, amely a hálózat döntő többségével nem volt kompatibilis, ezért november 15-től kezdve háborút kezdtek a hálózat fölötti irányítás megszerzéséért arra számítva, hogy pusztán a nagyobb hash-teljesítmény miatt majd mögéjük sorakozik fel a többség annak ellenére, hogy a node-ok többsége nem fogadta el az ő inkompatibilis blokkjaikat. A háború hatására a Bitcoin Cash-t átmenetileg befagyasztották minden váltón, a támadó csoport azzal fenyegette a hálózatot, hogy a hash-teljesítményüket felhasználva újrarendezik a blokkláncot, és privát tőkéjüket felhasználva bedöntik a Bitcoin Cash árfolyamát. A háború a támadó SV csoport vereségével végződött, végül minden váltó a többségi, eredeti közösséget ismerte el legitim Bitcoin Cash néven, ezért az SV a saját, alternatív blokkláncába húzódott vissza, véglegesen szakítva a Bitcoin Cashhel, feladva az eredeti céljukat a Bitcoin Cash elfoglalására. A háború során a szemben álló felek több exahashnyi teljesítményt mozgattak át a Bitcoin hálózata mögül, hogy a saját oldalukat támogassák vele, ám mivel így a Bitcoin hálózatán egyszerűbbé vált bányászni, a Bitcoin ára meredeken zuhanni kezdett, ami láncreakciószerűen bedöntötte a többi kriptopénz árfolyamát is, néhány nap alatt 40-80%-os zuhanást okozva az árfolyamokban.

## CashShuffle
2019-ben megjelent a CashShuffle nevű bővítmény az Electron Cash nevű Bitcoin Cash tárcához. A bővítmény segítségével lenyomozhatatlan tranzakciók hozhatók létre. Az ilyen tranzakciók teljesen anonim módon történnek, a felhasználók az ilyen tranzakciók elküldésének idejére egy gyűrűbe rendeződnek. CashShuffle használatával az elküldött coin-összeg valódi bemenete és kimenete nem köthető össze egymással.

## Kereskedés és használat
A Bitcoin Cash digitális valutatőzsdéken kereskedik a Bitcoin Cash név és a kriptovaluta BCH devizakódja használatával.
2018. március 26-án az OKEx a „nem megfelelő likviditás” miatt eltávolította az összes Bitcoin Cash kereskedési párt, kivéve a BCH/BTC, BCH/ETH és BCH/USDT.
2018 májusától a Bitcoin Cash napi tranzakciós száma körülbelül egytizede a bitcoin tranzakciószámának. A Coinbase 2017. december 19-én bevezette a Bitcoin Cash-t, és a Coinbase platform árrendellenességeket tapasztalt, amelyek bennfentes kereskedési vizsgálathoz vezettek.
2018 augusztusától a Bitcoin Cash fizetést olyan fizetési szolgáltatók támogatják, mint a BitPay, a Coinify és a GoCoin.[forrás?]

## Váltók
A Bitcoin Cash elérhető a legtöbb váltón, beleértve a Binance, OKEx, Shapeshift, Bleutrade, Huobi, Bittrex, Coinbase, Probit, Kraken, Coinzark weboldalakat is.

## Bányászat
A Bitcoin Cash bányászata technikailag megegyezik a Bitcoin bányászatával, a különbség az, hogy a blokkok mérete jelentősen nagyobb, és nem támogatják a SegWit technológiát, viszont ugyanaz a hardveres közeg használható mindkét coin esetében. Amikor a Bitcoin Cash bányászata jobban megéri, akkor a bányászok könnyen átcsoportosítják a hardvereket a Bitcoin Cash bányászására, fordított esetben pedig vissza.

## Node szoftverek
A Bitcoin Cash hálózat fenntartására jelenleg két node szoftver (kliens) áll rendelkezésre. Ez a Bitcoin Unlimited szoftver, és a Bitcoin Cash Node szoftver. 2018-ban az SV kivált a hálózatból, új kriptopénzt alapítva. 2020-ban pedig a Bitcoin ABC implementáció vált ki a Bitcoin Cash protokollból, és egy új kriptonpénzt alapított. A kiválás oka az volt, hogy a Bitcoin ABC fő fejlesztője, Amaury Séchet blokk-adót szeretett volna kivetni a bányászokra, amit sem a közösség, sem a bányászok nem fogadtak el. Amaury Séchet 2019 márciusában formálisan is kilépett a Bitcoin Cash fejlesztésével foglalkozó szervezetekből. A Bitcoin Cash Node szoftver vezető fejlesztője ftrader, aki a Bitcoin Cash egyik társalapítója volt. Rajta kívül a BCHN szoftver fő fejlesztői Calin Culianu és Mark Lundeberg.